# Dipartimento di Lácar
Lácar è un dipartimento argentino, situato nella parte meridionale della provincia di Neuquén, con capoluogo San Martín de los Andes.
Esso confina con a nord con i dipartimenti di Huiliches e Collón Curá, a est con la provincia di Río Negro, a sud con il dipartimento di Los Lagos e ad ovest con la repubblica del Cile.
Secondo il censimento del 2001, su un territorio di 4.930 km², la popolazione ammontava a 24.670 abitanti, con un aumento demografico del 44,40% rispetto al censimento del 1991.
Il dipartimento è composto dal solo comune di San Martín de los Andes (comune di prima categoria).